# Маунтбеттен, Луис, 1-й граф Маунтбеттен Бирманский
Луис (Луи) Френсис Альберт Виктор Николас Маунтбеттен, 1-й граф Маунтбеттен Бирманский (англ. Louis Francis Albert Victor Nicholas Mountbatten, 1st Earl Mountbatten of Burma; 25 июня 1900, Фрогмор-хаус, Виндзор, Беркшир — 27 августа 1979, Маллахмор, Слайго, Ирландия) — британский государственный и военный деятель из рода Маунтбеттенов (бывших Баттенбергов). Последний генерал-губернатор Индии, при котором Индия обрела независимость от Британской империи. Поддерживал тесные связи с Махатмой Ганди.
Дядя (по материнской линии) супруга королевы Елизаветы II Филиппа, герцога Эдинбургского.

## Биография

### Происхождение и молодые годы
Четвёртый (самый младший) ребёнок принца Людвига Александра Баттенберга и его жены Виктории Гессен-Дармштадтской, сестры российской императрицы Александры Фёдоровны. При рождении получил имя Его Светлость принц Людвиг (Луис) Баттенбергский (фон Баттенберг).
Его семейство, имевшее с обеих сторон корни в немецком Гессенском доме (Баттенберги — потомство гессенского принца Александра от морганатического брака), проживало в Великобритании: отец с молодости служил в королевском флоте (дослужившись до высшей должности Первого морского лорда), мать была внучкой королевы Виктории. Родная сестра, Луиза Маунтбеттен, в 1950 году стала королевой Швеции.
С началом Первой мировой войны Баттенберг-отец остался верен Великобритании, а не Германии. В отрочестве Луис побывал в России и близко познакомился со своими двоюродными братом и сёстрами — детьми Николая II. Впоследствии он активно выступал против самозванцев, выдававших себя за «чудесно спасшихся» Романовых. До конца жизни он держал на столике у кровати фотографию Марии Николаевны, к которой питал детские романтические чувства.
В 1917 году в рамках кампании по отказу от немецких титулов «британские» Баттенберги, в том числе 17-летний Луис, поменяли фамилии и стали Маунтбеттенами (перевод фамилии на английский).
В молодости служил на флоте и дружил с будущим королём Эдуардом VIII, однако после его прихода к власти и кризиса, связанного с отречением (1936), их отношения прервались.
С молодых лет лорд Маунтбеттен был поклонником творчества Агаты Кристи и в письме подсказал ей идею романа «Убийство Роджера Экройда» (1926).

### Вторая мировая война
Во второй мировой войне Маунтбеттен командовал 5-й флотилией эсминцев. Совершил ряд важных и смелых операций на своём эсминце «Келли». Изобрёл цвет камуфляжа «Розовый Маунтбэттена». Пользовался поддержкой Уинстона Черчилля. В октябре 1941 года был назначен руководителем Штаба межвойсковых операций. На этой должности добился значительных успехов: так, в 1942 году были проведены успешные диверсионные рейды в немецком тылу на Ваагзе (Норвегия), на Брюневаль и на Сен-Назер (Франция). В дальнейшем его репутация была подорвана неудачным Дьепским рейдом (1942), на осуществлении которого он настаивал. С октября 1943 года — верховный главнокомандующий союзных войск на Юго-восточноазиатском театре боевых действий. При сотрудничестве с американскими командующими Бирма была освобождена от японцев; в сентябре 1945 года принял японскую капитуляцию в Сингапуре.

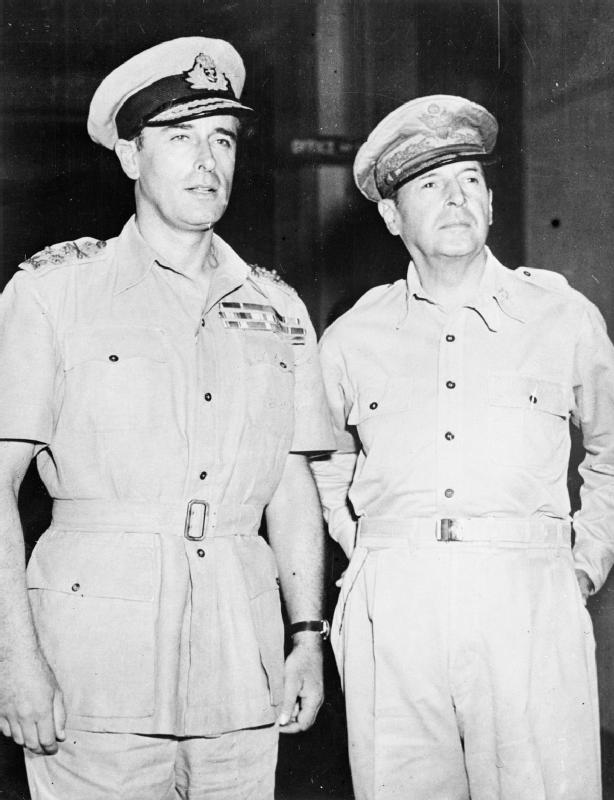
Луис Маунтбеттен и Дуглас Макартур

Летом 1945 года лорд Маунтбеттен был в составе британской делегации на Потсдамской конференции, что позволило ему встретиться с советским лидером И. В Сталиным в качестве представителя от британской королевской семьи.

### Независимость Индии
При Клементе Эттли Маунтбеттен сохранил симпатии кабинета (благодаря более ранним контактам с лейбористами) и стал последним вице-королём Индии (1947), а затем первым генерал-губернатором независимой Индии (1947—1948). Таким образом, независимость Индии от Британской империи была провозглашена при его руководстве. Пользовался авторитетом среди индийских князей и поддерживал хорошие отношения с Джавахарлалом Неру, однако не смог добиться согласия мусульманских лидеров на провозглашение единой независимой Индии, после чего был осуществлён план раздела Британской Индии по религиозному признаку на государства Индия и Пакистан (впоследствии от второго отделился Бангладеш) — так называемый план Маунтбеттена. Общепризнана его большая роль в процессе деколонизации Индии. Однако деятельность Маунтбеттена вызывает и определённую критику, прежде всего из-за его стремления к скорейшему уходу англичан до решения внутренних конфликтов, что привело к кровопролитию при разделе Пенджаба.

### Карьера после Индии
По возвращении на родину, Маунтбеттен с 1948 по 1950 год командовал эскадрой крейсеров Средиземноморского флота. В 1950—1952 годах занимал пост 4-го лорда адмиралтейства, затем был командующим Средиземноморским флотом (1952—1954). В 1955—1959 — Первый морской лорд (спустя 40 лет после того, как эту должность занимал его отец). С 1959 по 1965 год возглавлял штаб обороны Великобритании. В 1965 году ушёл в отставку и назначен губернатором острова Уайт, которым являлся до 1974 года. С 1974 до конца жизни лорд-лейтенант острова Уайт после выделения его в отдельное графство. В последние годы много занимался установлением международных гуманитарных связей, был основателем и первым председателем United World Colleges (1967—1978).
Был избран членом Лондонского королевского общества (1966; по статуту 12).

### Гибель

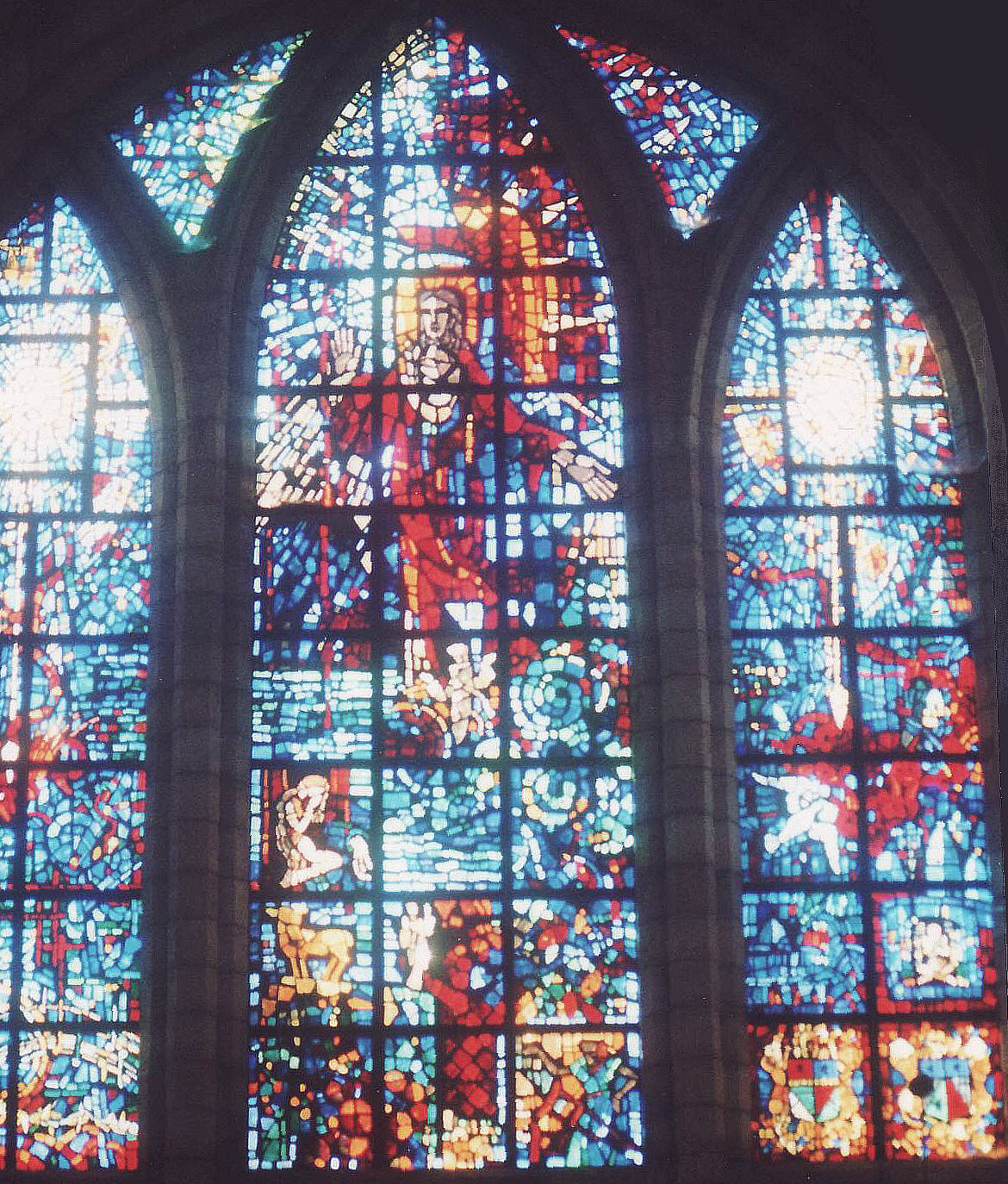
Витраж в память о Маунтбеттене в церкви в Кейптауне

Погиб 27 августа 1979 года в Слайго-Бэй, графство Слайго, Ирландия, в результате террористического акта, организованного Временной Ирландской республиканской армией (ИРА). Во время отдыха в своём летнем доме на северо-западе Ирландии, Маунтбеттен отправился на рыбалку. На яхте, где лорд находился с семьёй, было установлено радиоуправляемое взрывное устройство, заложенное накануне ночью агентом ИРА. Вскоре после отплытия из гавани, лодка, в которой находился адмирал, взорвалась. Маунтбеттену во время взрыва оторвало ноги. Проплывавшие мимо рыбаки вытащили его из воды, но он скончался прежде чем был доставлен на берег. При взрыве погибли также 83-летняя свекровь его дочери баронесса Брэбурн, их 14-летний внук Николас Нэчбулл и 15-летний ирландский мальчик, работавший на яхте. Родители Николаса и его брат-близнец Тимоти, также присутствовавшие на месте взрыва, выжили, но были серьёзно ранены. 
В тот же день ИРА убила 18 британских солдат. Шинн Фейн назвала акцию «казнью», заявив, что в Ирландии идут боевые действия, а Маунтбеттен, как герой Второй мировой войны, не побоялся бы погибнуть на поле сражения. Что же до семьи лорда, то, по словам ирландских террористов, она по доброй воле приехала в страну, где идёт война.
Маунтбеттен был похоронен в аббатстве Ромси после транслировавшейся по телевидению церемонии в Вестминстерском аббатстве; порядок его похорон был разработан им самим. На заупокойной службе присутствовало руководство Ирландии, осудившее террористический акт.
После гибели Маунтбеттена, не оставившего сыновей, графский титул перешёл к его старшей дочери Патрисии.

## Семья
Маунтбеттен был женат на Эдвине Эшли, внучке эдвардианского магната Эрнеста Кассела. Свадьба состоялась 18 июля 1922 года. Во время медового месяца они ездили в Голливуд, где для них был снят специальный фильм с участием Чарли Чаплина, Мэри Пикфорд и Дугласа Фербенкса. У них родились две дочери: Патрисия (1924—2017, жена Джона Нэтчбулла, 7-го барона Брэбурна) и Памела (родилась в 1929, жена Дэвида Хикса). Отношения между супругами были довольно бурными, они подолгу ссорились и изменяли друг другу, особенно в 1930-е. Леди Эдвина умерла в 1960 году.
При участии Маунтбеттена будущая королева Елизавета II познакомилась с его племянником Филиппом Греческим; лорд настоял также на том, чтобы Филипп остался в Великобритании и продолжил службу во флоте. Перед заключением брака Филипп, в том числе и в знак благодарности дяде, принял фамилию по матери — Маунтбеттен. «Маунтбеттен-Виндзор» стало личной фамилией потомков Елизаветы и Филиппа (при этом название самой династии осталось «Виндзорская»). Затем граф Бирманский оказал большое личное влияние на внучатого племянника, принца Чарльза, стремясь, чтоб тот не вырос прожигателем жизни, подобным Эдуарду VIII. С 1974 года Маунтбеттен сватал наследнику свою внучку Аманду, однако принц сделал ей предложение лишь после гибели своего наставника и получил отказ.

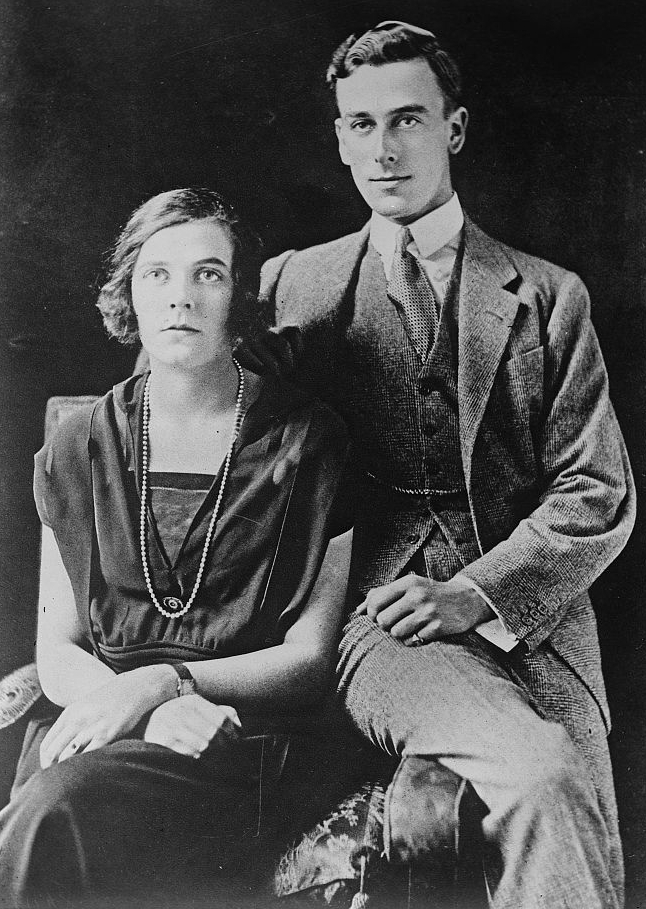
Лорд и леди Маунтбеттен

## Титулы
После натурализации семьи в 1917 году отец Луиса стал маркизом Милфорд-Хейвен (далее этот титул унаследовал его старший брат Джордж и его потомки), а Луис как младший сын маркиза получил именование «лорд Луис Маунтбеттен»; под этим титулом он известен больше всего. В 1946 году Георг VI пожаловал ему титул виконта Маунтбеттена Бирманского (за освобождение Бирмы от японцев), а в октябре 1947 года — титул графа Маунтбеттена Бирманского.

## Награды
Награды Великобритании
| Страна         | Дата        | Награда                                          | Награда                                                    | Литеры |
| -------------- | ----------- | ------------------------------------------------ | ---------------------------------------------------------- | ------ |
| Великобритания | 1937 —      | Кавалер Большого креста                          | Королевского Викторианского ордена                         | GCVO   |
| Великобритания | 1922 — 1937 | Рыцарь-командор                                  | Королевского Викторианского ордена                         | KCVO   |
| Великобритания | 1920 — 1922 | Член                                             | Королевского Викторианского ордена                         | MVO    |
| Великобритания | 1940 —      | Рыцарь Справедливости                            | Славнейшего ордена Госпиталя святого Иоанна Иерусалимского | KStJ   |
| Великобритания | 1929 — 1940 | Командор                                         | Славнейшего ордена Госпиталя святого Иоанна Иерусалимского | CStJ   |
| Великобритания | 1941 —      | Кавалер ордена «За выдающиеся заслуги»           | Кавалер ордена «За выдающиеся заслуги»                     | DSO    |
| Англия         | 1946 —      | Рыцарь ордена Подвязки                           | Рыцарь ордена Подвязки                                     | KG     |
| Индия          | 1947 —      | Рыцарь-Великий командор ордена Звезды Индии      | Рыцарь-Великий командор ордена Звезды Индии                | GCSI   |
| Индия          | 1947 —      | Рыцарь-Великий командор ордена Индийской империи | Рыцарь-Великий командор ордена Индийской империи           | GCIE   |
| Великобритания | 1955 —      | Кавалер Большого креста                          | ордена Бани                                                | GCB    |
| Великобритания | 1945 — 1955 | Рыцарь-командор                                  | ордена Бани                                                | KCB    |
| Великобритания | 1943 — 1945 | Компаньон                                        | ордена Бани                                                | CB     |
| Великобритания | 1965 —      | Кавалер ордена Заслуг (военный дивизион)         | Кавалер ордена Заслуг (военный дивизион)                   | OM     |
| Великобритания | -           | Британская военная медаль                        | Британская военная медаль                                  |        |
| Великобритания | -           | Медаль Победы                                    | Медаль Победы                                              |        |
| Великобритания | -           | Звезда 1939—1945                                 | Звезда 1939—1945                                           |        |
| Великобритания | -           | Атлантическая звезда                             | Атлантическая звезда                                       |        |
| Великобритания | -           | Африканская звезда                               | Африканская звезда                                         |        |
| Великобритания | -           | Бирманская звезда                                | Бирманская звезда                                          |        |
| Великобритания | -           | Итальянская звезда                               | Итальянская звезда                                         |        |
| Великобритания | -           | Медаль обороны                                   | Медаль обороны                                             |        |
| Великобритания | -           | Военная медаль 1939—1945                         | Военная медаль 1939—1945                                   |        |
| Великобритания | -           | Медаль «За службу на море»                       | Медаль «За службу на море»                                 |        |
| Великобритания | 1911        | Коронационная медаль Георга V                    | Коронационная медаль Георга V                              |        |
| Великобритания | 1935        | Медаль Серебряного юбилея короля Георга V        | Медаль Серебряного юбилея короля Георга V                  |        |
| Великобритания | 1937        | Коронационная медаль Георга VI                   | Коронационная медаль Георга VI                             |        |
| Великобритания | 1952        | Коронационная медаль Елизаветы II                | Коронационная медаль Елизаветы II                          |        |
| Великобритания | 1977        | Медаль Серебряного юбилея королевы Елизаветы II  | Медаль Серебряного юбилея королевы Елизаветы II            |        |

Награды иностранных государств
| Страна               | Дата            | Награда                                                            | Награда                                                            | Литеры  |
| -------------------- | --------------- | ------------------------------------------------------------------ | ------------------------------------------------------------------ | ------- |
| Испания              | 1922            | Кавалер Большого креста ордена Изабеллы Католической               | Кавалер Большого креста ордена Изабеллы Католической               |         |
| Египет               | 1922            | Кавалер ордена Нила 1 класса                                       | Кавалер ордена Нила 1 класса                                       |         |
| Румыния              | 1924            | Кавалер Большого креста ордена Короны                              | Кавалер Большого креста ордена Короны                              |         |
| Румыния              | 1937            | Кавалер Большого креста ордена Звезды Румынии                      | Кавалер Большого креста ордена Звезды Румынии                      |         |
| Греция               | 1941            | Военный крест                                                      | Военный крест                                                      |         |
| США                  | 1943            | Шеф-командор Легиона Почёта                                        | Шеф-командор Легиона Почёта                                        |         |
| США                  | 1945            | Медаль «За выдающуюся службу»                                      | Медаль «За выдающуюся службу»                                      |         |
| США                  | 1945            | Медаль «За Азиатско-тихоокеанскую кампанию»                        | Медаль «За Азиатско-тихоокеанскую кампанию»                        |         |
| Китайская Республика | 1945            | Кавалер Большой ленты специального класса ордена Облаков и Знамени | Кавалер Большой ленты специального класса ордена Облаков и Знамени |         |
| Франция              | 1946            | Кавалер Большого креста ордена Почётного легиона                   | Кавалер Большого креста ордена Почётного легиона                   |         |
| Франция              | 1946            | Военный крест 1939—1945                                            | Военный крест 1939—1945                                            |         |
| Непал                | 1946            | Гранд-командор ордена Звезды Непала                                | Гранд-командор ордена Звезды Непала                                |         |
| Таиланд              | 1946            | Рыцарь Большого креста ордена Белого слона                         | Рыцарь Большого креста ордена Белого слона                         | GCE     |
| Греция               | 1946            | Кавалер Большого креста ордена Георга I                            | Кавалер Большого креста ордена Георга I                            |         |
| Нидерланды           | 1948            | Кавалер Большого креста ордена Нидерландского льва                 | Кавалер Большого креста ордена Нидерландского льва                 |         |
| Индия                | 1949            | Медаль независимости Индии                                         | Медаль независимости Индии                                         |         |
| Португалия           | 1951            | Кавалер Большого креста ордена Святого Бенедикта Ависского         | Кавалер Большого креста ордена Святого Бенедикта Ависского         | GCA     |
| Швеция               | 1952            | Рыцарь ордена Серафимов                                            | Рыцарь ордена Серафимов                                            | RSerafO |
| Мьянма               | 1956            | Кавалер Большого креста ордена Истины                              | Кавалер Большого креста ордена Истины                              |         |
| Дания                | 1962            | Кавалер Большого креста ордена Даннеброга                          | Кавалер Большого креста ордена Даннеброга                          | SK      |
| Эфиопия              | 1965            | Кавалер Большого креста ордена Соломона                            | Кавалер Большого креста ордена Соломона                            | KSS     |
| Непал                | 24 февраля 1975 | Коронационная медаль короля Бирендры                               | Коронационная медаль короля Бирендры                               |         |

## Киновоплощения
- Питер Харлоу — «Ганди» (Великобритания, Индия, 1982).
- Кристофер Оуэн — «Ограбление на Бейкер-стрит» (Великобритания, 2008).
- Грег Уайз (1—2 сезоны) и Чарльз Дэнс (3-4 сезоны) — «Корона» (США, Великобритания, 2016).
- Хью Бонневилль — «Дом вице-короля» (Индия, Великобритания, 2017).